# الخرافة في الهند
الخرافة هي أي اعتقاد أو ممارسة ناجمة عن سببية خارقة للطبيعة تتناقض مع العلم الحديث. تختلف المعتقدات والممارسات الخرافية غالبًا من شخص لآخر أو من ثقافة لأخرى.
تشمل الخرافات الشائعة في الهند اليوم أن عبور القطة السوداء للطريق هو سوء حظ، وقطع أظافر اليدين أو القدمين في الليل هو سوء حظ، ونداء الغراب يعني وصول ضيوف، وشرب الحليب بعد تناول الأسماك يسبب أمراضًا جلدية، وحكة راحة اليد تشير إلى الحصول على المال.

## ملخص
تُعزى الخرافات عادة إلى الافتقار إلى التعليم؛ ومع ذلك، لم يكن هذا هو الحال دائمًا في الهند، إذ يوجد العديد من الأشخاص المتعلمين الذين لديهم معتقدات يعتبرها الجمهور خرافية. تختلف المعتقدات والممارسات الخرافية من منطقة إلى أخرى، وتتراوح من الممارسات غير الضارة مثل الليمون والفلفل الحار إلى مصطلحات من أجل درء العين الشريرة، إلى الأفعال الضارة مثل حرق الساحرات.
انتقلت هذه المعتقدات والممارسات من جيل إلى آخر عدة قرون باعتبارها جزءًا من التقاليد والدين. حاولت الحكومة الهندية وضع قوانين جديدة تحظر مثل هذه الممارسات. وبسبب التاريخ الغني للخرافات، فإن هذه القوانين غالبًا ما تواجه الكثير من المعارضة من عامة الناس. قُتل ناريندرا دابولكار المتخصص في مكافحة الخرافات، والذي كان أيضًا مؤسس لجنة القضاء على الإيمان الأعمى، في عام 2013 برصاصة أطلقها عليه اثنان من راكبي الدراجات النارية بسبب مطالبته بسن قانون يحظر السحر الأسود. وزعم المنتقدون أن الدستور الهندي لا يحظر مثل هذه الأفعال.

## الماضي

### ستي

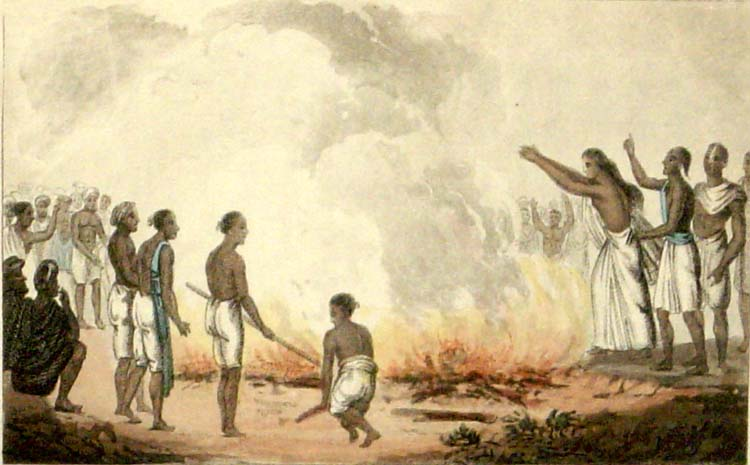
الستي هي إحراق الأرملة نفسها مع زوجها المتوفى لإظهار إخلاصها. ممارسة متأخرة (القرن السادس الميلادي) في الهند

الستي هو أن تحرق أرملة هندوسية نفسها أو تُحرق حتى الموت على محرقة جنازة زوجها. بدأ رام موهان روي حملة لإلغاء هذه الممارسة في عام 1811 وذلك بعد أن شاهد الستي الخاص بأخت زوجته. ألغى الحاكم العام اللورد ويليام بنتينك في الهند البريطانية ممارسة الستي في عام 1829.
احترقت رووب كانور البالغة من العمر 18 عامًا، من راجستان في 4 سبتمبر 1987 حتى الموت على محرقة زوجها، وكانت متزوجة مدة 7 أشهر. زُعم أن الضحية حاولت الهروب، لكنها خُدِّرت وأُجبرت على الصعود إلى المحرقة. أقر المجلس التشريعي في ولاية راجستان مرسومًا ضد الستي في الأول من أكتوبر عام 1987، والذي تحول فيما بعد إلى قانون. وتبع ذلك مسيرات واحتجاجات مؤيدة للستي في جيبور. أقر البرلمان الهندي في الثالث من يناير عام 1988، قانونًا جديدًا (قانون لجنة منع الستي لعام 1987) استنادًا إلى تشريعات راجستان لعام 1987، والذي جرّم أيضًا تمجيد الستي. وجهت الشرطة اتهامات إلى والد زوج كانور وشقيقه بإجبارها على ارتكاب الفعل، لكنهما حصلا على التبرئة في أكتوبر 1996.

### التضحية البشرية
على الرغم من أن التضحيات البشرية ليست شائعة في الهند، إلا أن حوادث معزولة نادرة تحدث، وخاصة في المناطق الريفية. وفي بعض الحالات، استُبدل البشر بالحيوانات والطيور. وقد تسبب هذا في رد فعل عنيف من جانب جماعات حقوق الحيوان، لذلك استُبدلوا مرة أخرى في بعض الأماكن بتماثيل بشرية. وتشمل الدوافع وراء هذه التضحيات إحداث هطول الأمطار ومساعدة النساء اللواتي ليس لديهن أطفال على الحمل. ويُزعم أن الحالات غالبًا ما يجري التستر عليها أو لا يُبلّغ عنها. أُبلِغ بين عام 1999 وعام 2006 عن حوالي 200 حالة من التضحية بالأطفال في ولاية أوتار براديش.

## السائد

### الأيام الميمونة
يعتقد الهندوسيون أن الناس لديهم أيام ميمونة أو مواتية إذ يكون لديهم احتمال كبير للنجاح في أي مهمة يقومون بها. تُحسب مثل هذه الأيام بوقت معين بناءً على نجم ميلاد الفرد والقمر ومراحل الكواكب وفقًا لعلم التنجيم الهندوسي. يبدأ عمل تجاري أو تُوقّع صفقات جديدة أو تبدأ مشاريع جديدة في الغالب في الأيام الميمونة للأشخاص المشاركين في العمل. كما تبدأ الزيجات الهندوسية في الوقت والتاريخ الميمون للعروس والعريس وفقًا لعلم التنجيم الهندوسي وبرج العروس والعريس.

### قراءة الطالع
تعتبر قراءة الطالع ممارسة شائعة في الهند. لدى العرافين مجموعة متنوعة من الطرق للتنبؤ بالمستقبل مثل قراءة الكف واستشارة الأبراج وعلم الأعداد وعلم التنجيم الببغائي و(بووم بوم ماتوكاران) وغيرها.

### رجال الدين والمعالجون بالإيمان
كلمة رجال الدين godman في الاستخدام الحديث هي مصطلح عامي شامل يستخدم للزعماء الروحيين في الهند. وقد يُشار إليهم محليا باسم بابا أو سوامي أو جورو أو شاستري أو بابو أو بهاجات. يزعم كثير منهم أنهم يمتلكون قوى سحرية أو نفسية ويقومون بالمعجزات. ومن ناحية أخرى، يقدم بعضهم المشورة الروحية فقط. وتوجد أيضًا معلمات روحانيات. ويعبدهم العديد من أتباعهم باعتبارهم تجسيدات أو آلهة حية. ينتمي العديد منهم إلى سلالات زاهدة قديمة أو يزعمون أنهم خلفاء لبعض السلف الروحيين السابقين. وقد أنشأ بعضهم شبكات هندية أو دولية كبيرة. وقد نُسب نجاحهم الأخير إلى استخدام وسائل الإعلام وتقنيات العلاقات العامة.

### الأبراج
يعتقد الأشخاص الذين يتبعون الديانة الهندوسية في الهند أنهم يولدون بنجمة على اسمهم، وهي واحدة من سبعة وعشرين نجمة في علم التنجيم الهندوسي بناءً على وقت وتاريخ ميلادهم. ويعتقدون أيضًا أن الكواكب وموقعها وحجمها وشكل القمر مثل البدر أو كسوف الشمس الكامل تؤثر على حياتهم اليومية. تُصمّم الأبراج لتناسب كل شخص هندوسي وعادةً ما يذكر البرج أي عيوب أو تأثيرات سلبية يعاني منها الشخص أو قد يواجهها. يستخدم علم الأبراج في الزيجات التي يجب أن يكون لدى العروس والعريس برج مطابق يسمى أيضًا (جانام كوندالي). بدون تطابق الأبراج، قد لا يتم الزواج بين الرجل والمرأة الهندوسيين. عادةً ما يحمل خبراء التوفيق بين الأزواج الهندوس معلومات حول برج الشخص. يفضل الأشخاص الهندوس الزواج المدبر لأنه يسمح لهم بالعثور على عروس أو عريس مع برجك المطابق.[بحاجة لمصدر]
يقال أن الشخص الذي ولد تحت تأثير المريخ (مانجالا) لديه ("عيب المريخ")؛ (مانجالا دوشا) ويسمى مثل هذا الشخص (مانجليك). ووفقًا للخرافة، فإن الزواج بين مانجليك وغير مانجليك كارثة. ولمنع هذه الكارثة، يتزوج الشخص المانجليك أولاً بشجرة أو حيوان أو كائن غير حي، لكي تقع التأثيرات الشريرة المزعومة لمانجالا دوشا على "الزوج" الوهمي.